# Рыжепоясничная ласточка
Рыжепоясни́чная, или  ка́менная, или дау́рская ла́сточка (лат. Cecropis daurica), — вид воробьиных птиц из семейства ласточковых (Hirundinidae).

## Описание

### Внешний вид
Верх головы, спина и плечи чёрно-синего цвета, с металлическим блеском, надхвостье и зашеек коричневато-рыжего цвета. Брюхо охристого цвета. Длина 18 см, вес 18—20 г, длина крыла самцов 115—119 мм, самок — 112—116 мм. Летает медленнее, чем деревенская ласточка, кружит и «зависает» в воздухе, часто используя потоки воздуха.

### Голос
Исследователи различают у рыжепоясничной ласточки более 6 разных звуков. Песня самца в гнездовой период напоминает песню самца деревенской ласточки, хотя она и проще и короче. А. Н. Карамзин передавал её как «чьи, чью, тюр, люр, люр, ..., люр». При общении с особями своего вида и самцы, и самки издают крик, передаваемый как «чвить». Это крик можно услышать от пролетающей пары или стайки из родителей и птенцов, когда птицы собирают глину или строят гнездо или когда преследуются другие ласточки. Стая птиц, ловящих насекомых в воздухе, издаёт звуки, которые передаются как «твик». Самец иногда издаёт звук, похожий на кошачье мяуканье, предупреждающий об опасности вблизи гнезда. Ещё один предупреждающий звук издают и самец, и самка — это звук «ки-ир». Услышав его, птенцы замолкают и прячутся в гнезде.  

## Местообитание
Рыжепоясничная ласточка распространена от крайнего юга Европы через Малую Азию и Средний Восток до Индии, Китая и Японии. Кроме того, гнездится в Центральной и Северо-Западной Африке. Рыжепоясничная ласточка всегда держится поблизости от водоёмов. Гнездится под мостами, в пещерах, на стенах, в домах.

## Размножение

### Гнездо

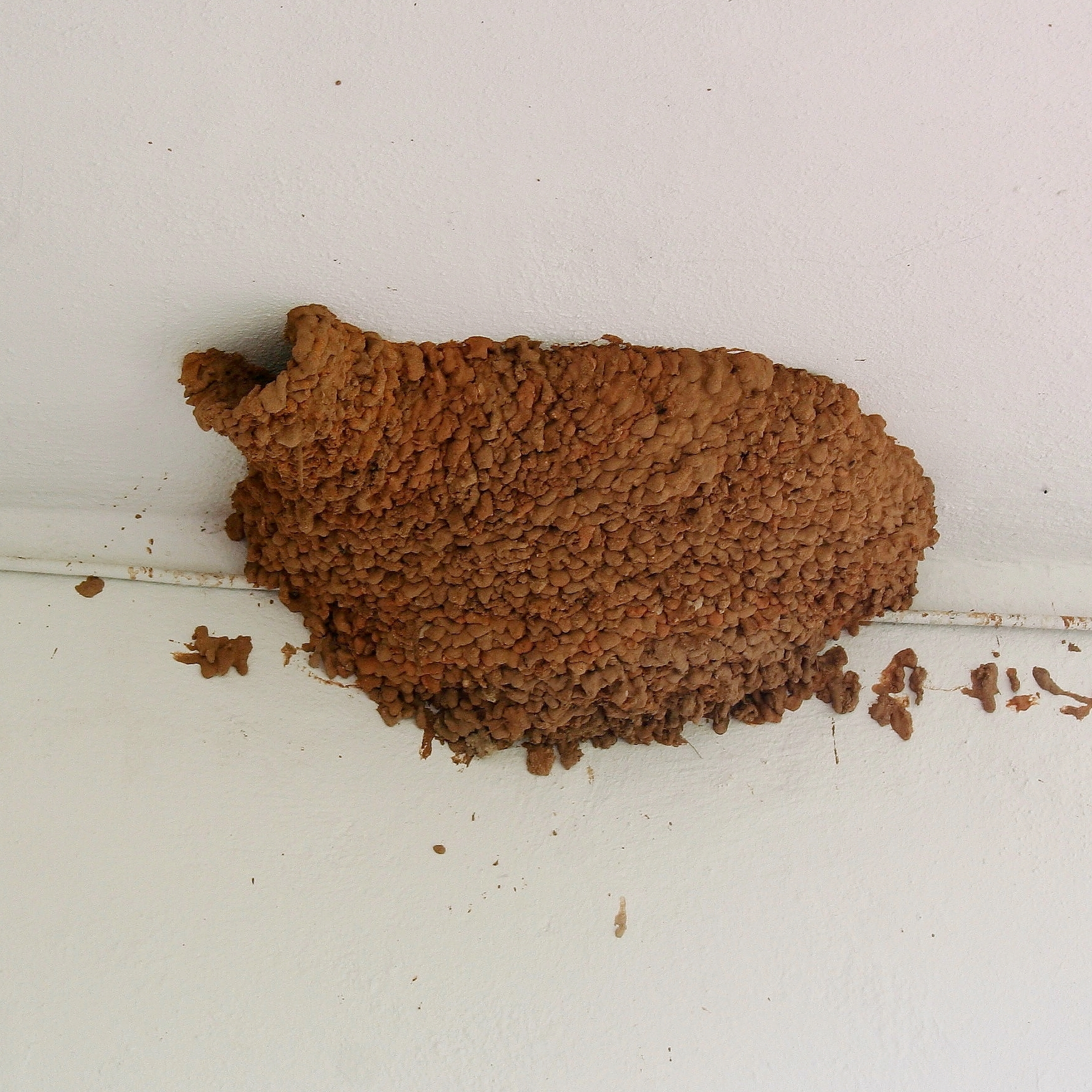
Гнездо, прикреплённое к потолку

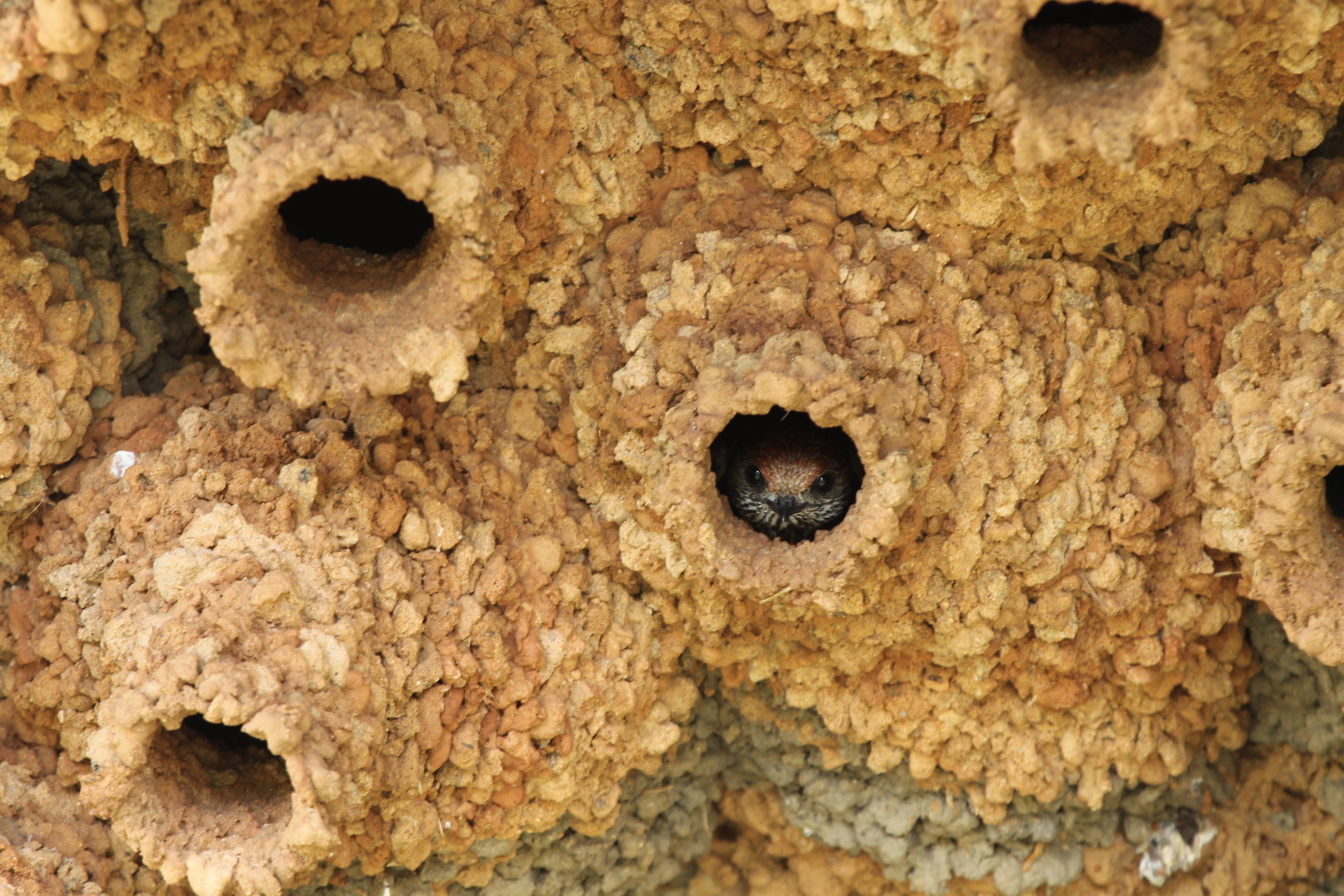
Несколько гнёзд, прикреплённых к стене

Пара ласточек приступает к строительству гнезда вскоре после прилёта и справляется с этим за 5—20 дней. В качестве материала птицы обычно выбирают глину или глинистую почву, иногда вплетая в конструкцию гнезда и травинки. Рыжепоясничные ласточки используют ту же технику строительства, что и деревенские ласточки, прикрепляя комочки глины к опоре с помощью слюны. Материал для строительства, как правило, собирается на расстоянии до 250 метров, но на сухих и каменистых местностях или во время засух ласточки могут летать и за полтора километра. Гнездо лепят оба: и самец, и самка, но в основном самка. Наблюдались случаи, когда самец просто приносил комочки грязи и складывал их неподалёку, чтобы самка могла их использовать в дело. 
В естественных условиях рыжепоясничные ласточки гнездятся на скалах, обрывах или в пещерах, в городских — на кирпичных и бетонных сооружениях, в том числе и многоэтажных домах, под мостами, балконами и навесами. Птицы могут поселиться в непосредственной близости человека или же на нетронутой им территории, но обязательно вблизи должен находиться водоём. Гнездо может быть как снаружи, так и внутри здания как в светлом, так и в тёмном помещении. Оно может прикрепляться как к горизонтальной поверхности, так и к вертикальной или более сложной (например, в углу комнаты). Гнёзда, приделанные к кирпичным, бетонным и каменным поверхностям держатся прочно, а вот от деревянных отваливаются, что делает деревья или деревянные конструкции непригодными для использования в качестве опоры. По форме своей гнездо напоминает половину от широкой бутылки, срезом прикреплённую к опоре.
Работа начинается с широкой части «бутылки» — строится шарообразное гнездо, в котором в дальнейшем будет располагаться кладка. Затем выполняется «горлышко бутылки», которое представляет собой трубкообразный вход внутрь. Трубка может быть длинной или короткой, прямой или изогнутой, или же в редких случаях её может не быть совсем. Если гнездо находится внутри здания, то вход всегда направлен в ту сторону, откуда ласточка залетает в помещение. Внутри гнездовой камеры делается выстилка из травы, а над ней — из перьев. 
Длина гнезда вместе с трубкообразным входом составляет 17—60 см (в среднем 23—35), ширина — 15—36 см (в среднем 17—33), высота — 6—19 см (в среднем 9—14). Диаметр гнездовой камеры 11,5—20 см, длина трубки — 13,5—27,5 см. Леток шириной 7,5—8 см и высотой 4—4,5 см. Толщина стенок 2—3,5 см.
Рыжепоясничные ласточки могут использовать одно и то же гнездо несколько лет подряд и чинить его, если нужно. Также они способны строить новое гнездо на основе гнезда деревенской ласточки или просто занимать его не внося никаких изменений. Обычно птицы делают одиночные гнёзда, но иногда селятся и целыми колониями из 5—7 или даже 20—30 пар, возводя гнёзда, плотно прикреплённые друг к другу.
Старые и освобождённые на зиму гнёзда ласточек нередко занимают домовые и полевые воробьи, вертишейки, лесные сони, а иногда в них селятся осы.

### Птенцы

Яйца

В течение лета ласточки гнездятся два раза, и оба цикла проходят в одном гнезде. В одной кладке от 2 до 6 яиц (в среднем 4—5). Цвет скорлупы чисто-белый без крапинок, длина яйца составляет 18,0—21,0 мм, ширина — 13,0—14,8 мм, масса — 1,8—2,1 г. Насиживает кладку только самка и тратит на это около 20—30 % дневного времени, а самец находится неподалёку и охраняет гнездо. Самец нападает на городских и деревенских ласточек, находящихся на расстоянии даже в 150—200 м от гнезда. Он часто сопровождает самку, когда она вылетает из гнезда, а иногда и сам бывает в гнезде.
Птенцы вылупляются через 13—16 дней от момента откладки последнего яйца. Кожа только что появившихся на свет птенцов телесно-розового цвета и покрыта негустым пухом. Глаза у птенцов начинают приоткрываться на 4 день, на 7 — образуются отверстия слуховых проходов. Гнездовой период у рыжепоясничной ласточки очень растянут, и птенцы вылетят из гнезда только на 24—26 день жизни.
Первые две недели родители приносят птенцам корм, забираясь внутрь гнездовой камеры. Подрастая, птенцы начинают перебираться к горлышку гнезда и высовываются оттуда, а родители, прилетая с кормом, лишь присаживаются ненадолго на край летка, чтобы отдать пойманную добычу и снова отправиться за новой. Первые дни жизни птенцов родители, в основном самка, проводят много времени в гнезде — примерно 4/5 дневного времени, на 6—7 день — уже 2/3, затем всё меньше, а начиная с 18 дня вообще не заходят в гнездо.
Выкармливая птенцов, ласточки уничтожают очень большое количество насекомых. Для 3 птенцов старше 7—8 дней родители отправляются за кормом 14 раз в час, а если выводок состоит из 5 птенцов — 17 раз в час.

## Питание
Ласточки питаются насекомыми, истребляя большое их количество, особенно тогда, когда они кормят птенцов. Исследования, которые проводили Л. Н. Валтонен и А. А. Лаптев, показали, что рацион птенца на 74 % состоит из двукрылых, на 25 % — из перепончатокрылых и на 1 % — из пауков и стрекоз. Другие исследования помогли установить, что взрослые особи съедают множество различных насекомых: цикадок, двукрылых, жуков, клопов, сетчатокрылых, муравьёв, а также бескрылых членистоногих. Свою добычу они обычно ловят в воздухе, хотя могут и склёвывать насекомых с листьев и травы. Предпочитают мелких насекомых крупным. Пьют воду, а также купаются, на лету.

## Галерея

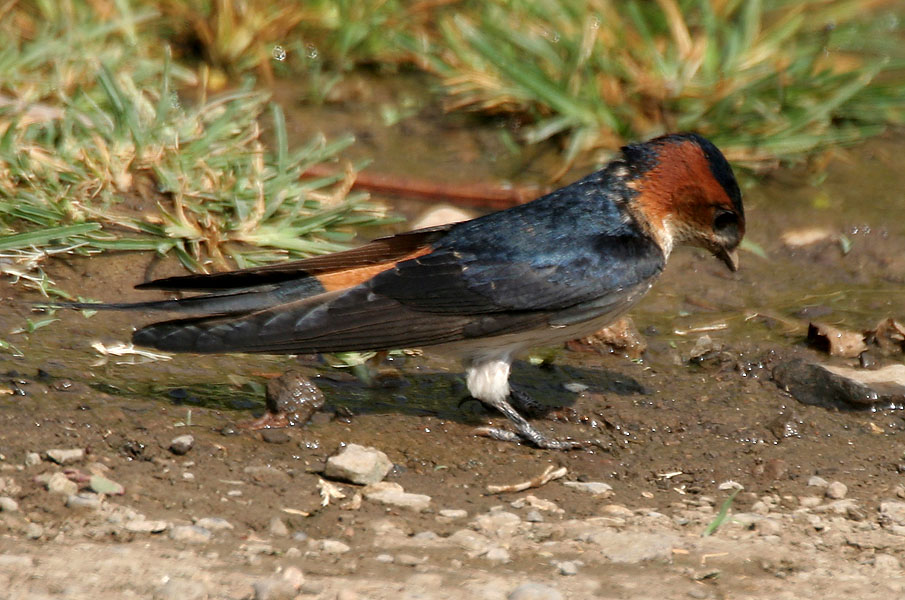
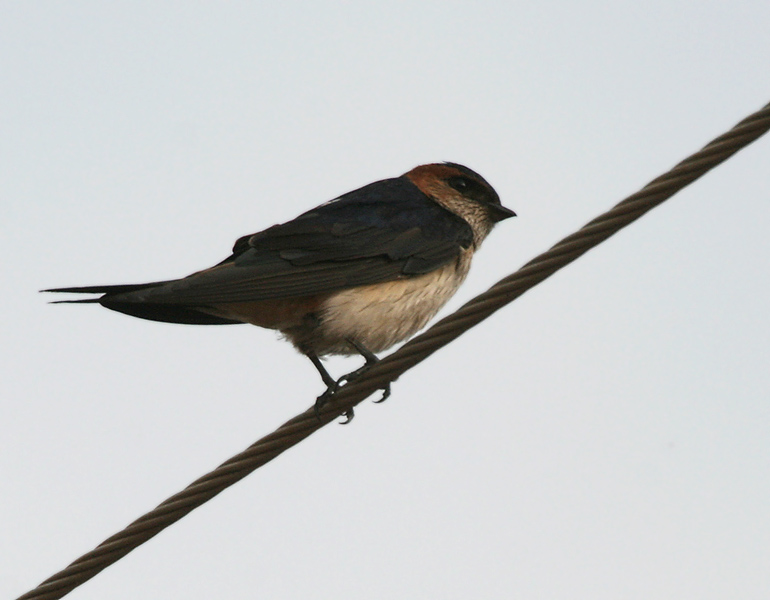
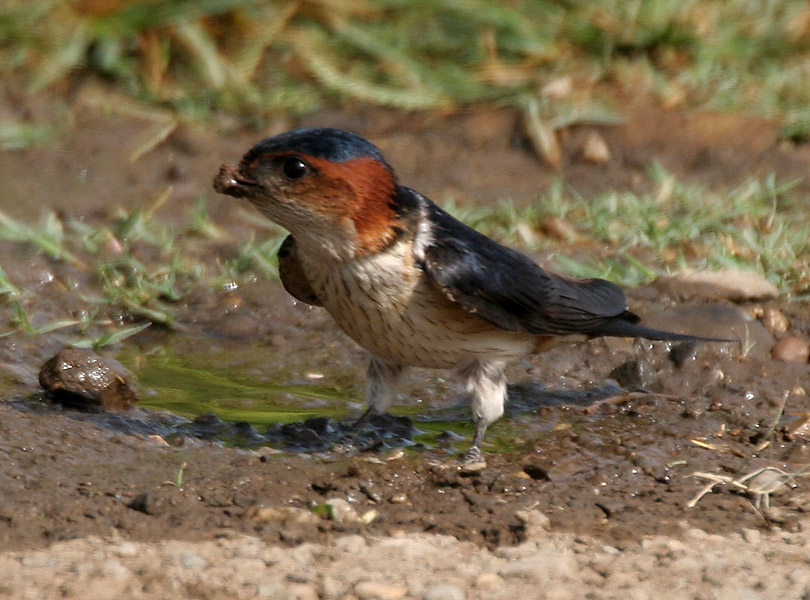
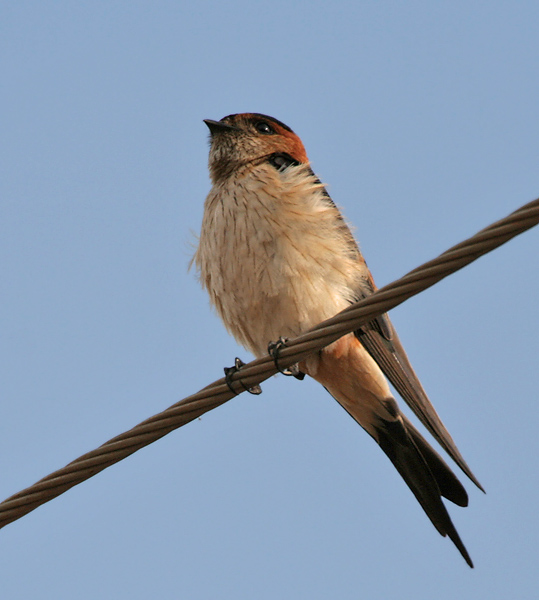
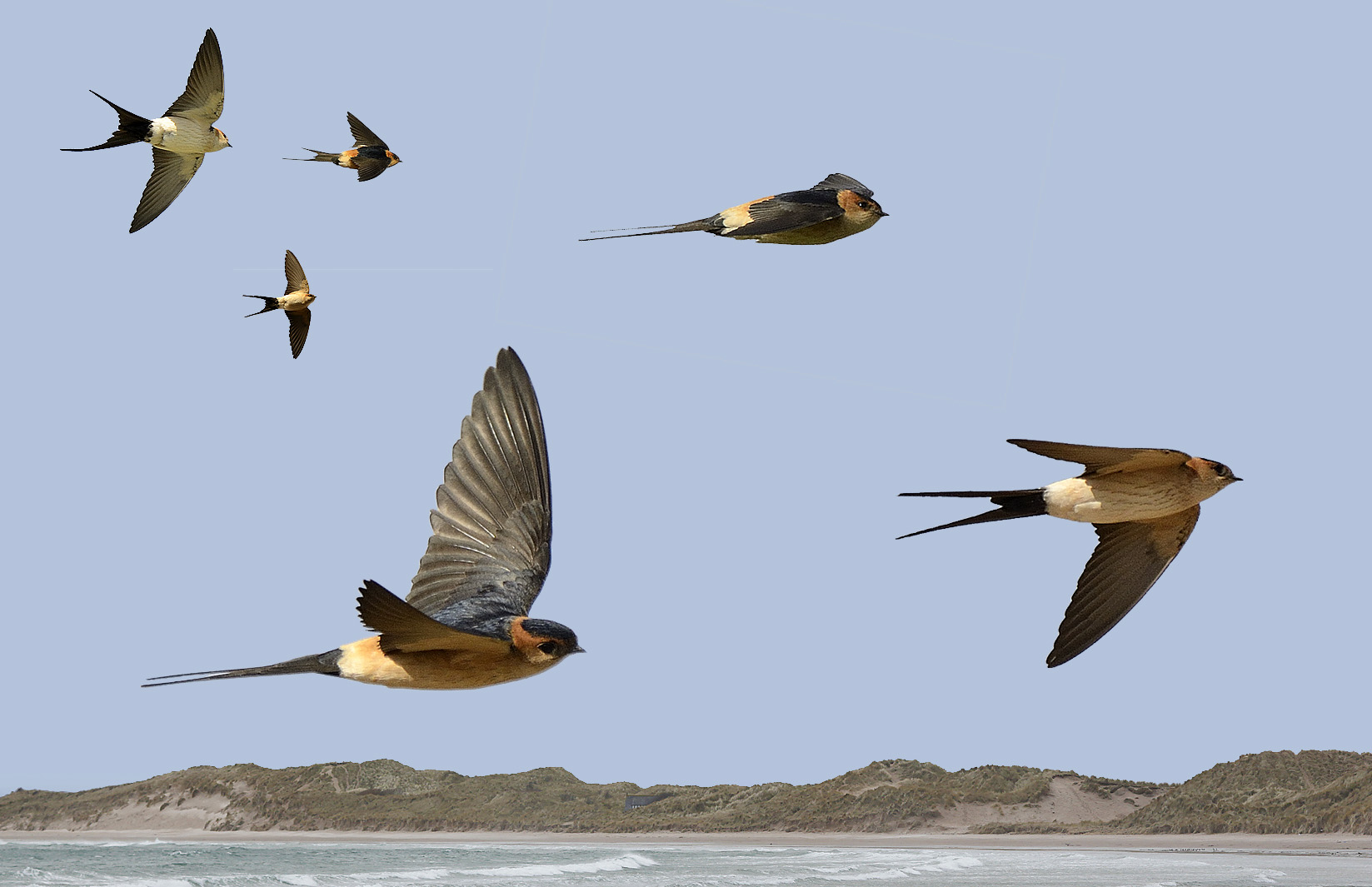
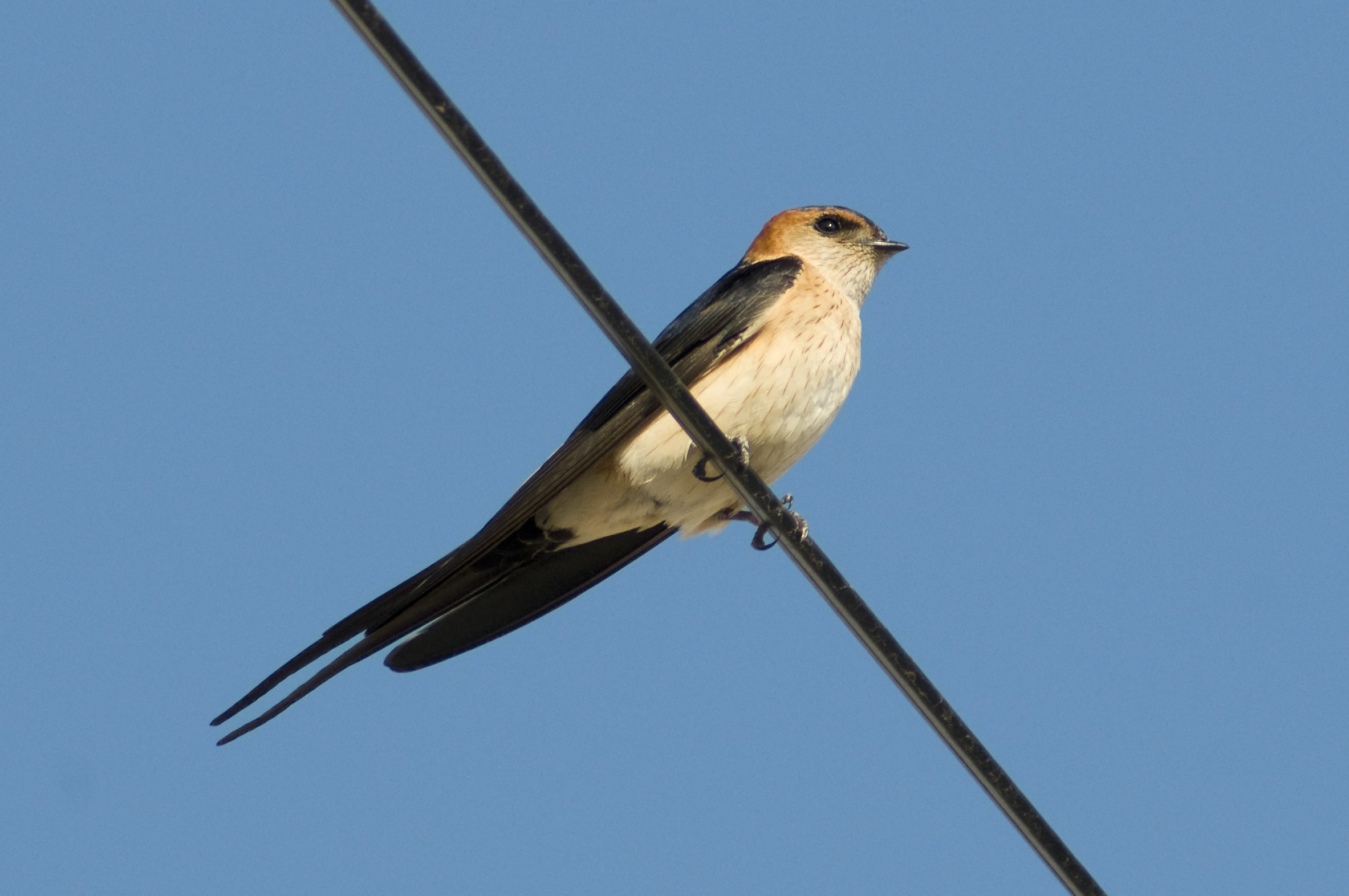
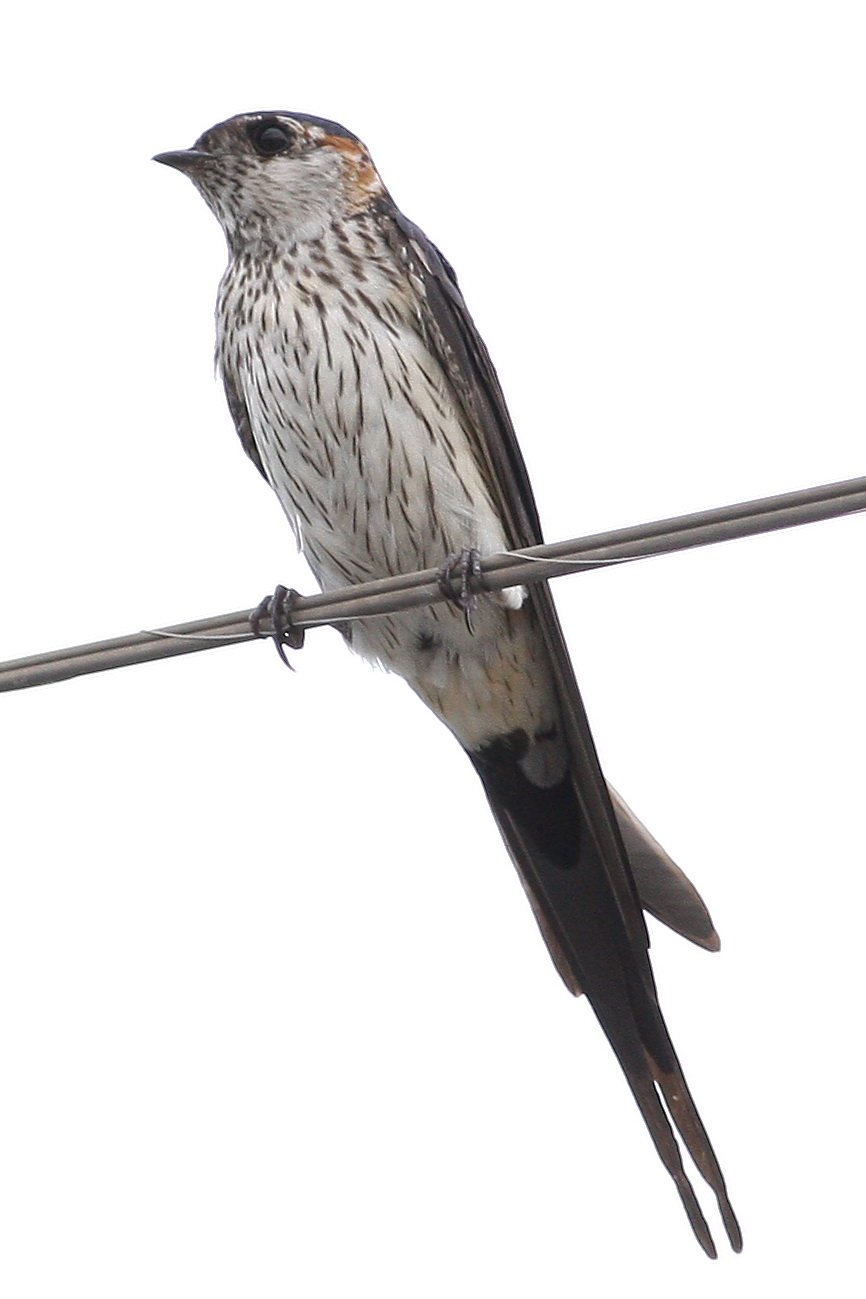